# Acer erianthum
Acer erianthum là một loài thực vật có hoa trong họ Bồ hòn. Loài này được Schwer. mô tả khoa học đầu tiên năm 1901.